# Чернелицька селищна рада
Чернели́цька се́лищна ра́да — адміністративно-територіальна одиниця та орган місцевого самоврядування в Городенківському районі Івано-Франківської області. Адміністративний центр — селище міського типу Чернелиця.

## Загальні відомості
- Територія ради: 37,892 км²
- Населення ради: 2183 особи (станом на 2001 рік)
- Територією ради протікає річка Дністер

## Населені пункти
Селищній раді підпорядковані населені пункти:
- смт Чернелиця — населення 1 884 ос.; площа 30,400 км²; засн. в кін.XV ст.;
- с. Хмелева — населення 299 ос.; площа 7,492 км²; засн. в 1750 році.

## Склад ради
Рада складається з 16 депутатів та голови.
- Голова ради: Кошка Василь Іванович
- Секретар ради: Калинчук Василь Миколайович

### Керівний склад попередніх скликань
| Прізвище, ім'я, по батькові | Основні відомості                                                                                             | Дата обрання | Дата звільнення |
| --------------------------- | --- | ------------ | --------------- |
| Сивак Ганна Іванівна        | Селищний голова, 1960 року народження, позапартійна                                                           | 26.03.2006   | 20.01.2007      |
| Кошка Василь Іванович       | Селищний голова, 1967 року народження, освіта середня загальна, член Всеукраїнського об'єднання «Батьківщина» | 06.05.2007   | 31.10.2010      |
| Кошка Василь Іванович       | Селищний голова, 1967 року народження, освіта середня загальна, безпартійний                                  | 31.10.2010   |                 |

Примітка: таблиця складена за даними сайту Верховної Ради України

### Депутати
За результатами місцевих виборів 2010 року депутатами ради стали:

#### За суб'єктами висування
| Суб'єкт висування | Кількість обраних депутатів | %   |
| ----------------- | --------------------------- | --- |
| Самовисування     | 16                          | 100 |

#### За округами
| № округу | Прізвище, ім'я, по батькові  | Дата визнання обраним | Освіта             | Партійна приналежність                  | Відомості про обраного депутата                                |
| -------- | ---------------------------- | --------------------- | ------------------ | --------------------------------------- | -------------------------------------------------------------- |
| 1        | Василів Уляна Михайлівна     | 12.11.2010            | вища               | позапартійна                            | тимчасово не працює                                            |
| 2        | Калинчук Василь Миколайович  | 12.11.2010            | вища               | позапартійний                           | селищна рада, секретар                                         |
| 3        | Яценюк Микола Михайлович     | 12.11.2010            | середня            | позапартійний                           | пенсіонер                                                      |
| 4        | Сеник Андрій Володимирович   | 12.11.2010            | вища               | позапартійний                           | ВНЗ, студент                                                   |
| 5        | Кошка Іван Петрович          | 12.11.2010            | середня спеціальна | позапартійний                           | тимчасово не працює                                            |
| 6        | Пилипів Анатолій Васильович  | 12.11.2010            | вища               | позапартійний                           | приватний підприємець                                          |
| 7        | Хорт Петро Іванович          | 12.11.2010            | середня спеціальна | позапартійний                           | Чернелицька загальноосвітня школа, майстервиробничого навчання |
| 8        | Мар'яш Василь Петрович       | 12.11.2010            | вища               | позапартійний                           | Чернелицька дільнична лікарня, фельдшер ПШД                    |
| 9        | Штограм Петро Костянтинович  | 12.11.2010            | вища               | позапартійний                           | тимчасово не працює                                            |
| 10       | Сиротин Надія Петрівна       | 12.11.2010            | вища               | позапартійна                            | Чернелицька загальноосвітня школа, вчитель                     |
| 11       | Абрамович Михайло Степанович | 12.11.2010            | вища               | позапартійний                           | тимчасово не працює                                            |
| 12       | Красножоний Тарас Михайлович | 12.11.2010            | середня            | позапартійний                           | АТзОВ Свято-Трипілля, нічнийсторож                             |
| 13       | Сеник Ярослав Васильович     | 12.11.2010            | середня            | позапартійний                           | Городенківське УЕГГ, водій                                     |
| 14       | Рибак Леонід Леонідович      | 12.11.2010            | середня            | позапартійний                           | приватний підприємець                                          |
| 15       | Харук Петро Пилипович        | 12.11.2010            | вища               | член Конгресу Українських Націоналістів | Чернелицьке дільн. Городенк. УЕГГ, майстер                     |
| 16       | Лаврів Ярослава Іванівна     | 12.11.2010            | вища               | позапартійна                            | будинок культури, директор                                     |